# تيموثي ميرفي (شاعر)
تيموثي ميرفي (بالإنجليزية: Timothy Murphy)‏ هو شاعر أمريكي، ولد في 1951 في هيبينغ في الولايات المتحدة، وتوفي في 30 يونيو 2018.